# هنری گری
هنری گرِی (انگلیسی: Henry Gray؛ ۱۸۲۷ – ۱۳ ژوئن ۱۸۶۱) جراح و آناتومی‌شناس اهل بریتانیا بود. او نویسندهٔ اثر مشهور آناتومی گری است.
گری در ۲۵سالگی به عنوان همکار انجمن سلطنتی برگزیده شد.